# Église Sainte-Assia d'Alep
L'église Sainte-Assia-la-Sage (en arabe: كنيسة مار آسيا الحكيم; Mar Assia al-Hakim ) est une église d'Alep dans le nord de la Syrie, appartenant à l'Église catholique syriaque. Elle se trouve dans le quartier chrétien de la vieille ville à Jdeïdé.
Elle a été consacrée en l'an 1500 sous l'identité d'une cathédrale devenue simple église en 1970.

## Historique
Après que Tamerlan eut envahi Alep en 1400 et détruisit la ville, les chrétiens s'enfuirent hors des murs et s'établirent en 1420 dans les faubourgs du nord-ouest, fondant ainsi le quartier de Jdeïdé. Cependant la majorité des chrétiens revinrent dans les murs d'Alep à la fin du XVe siècle. Il reconstruisirent leur église principale qu'ils baptisèrent sous le nom de cathédrale Notre-Dame-des-Syriens. Elle fut le siège du patriarcat catholique syriaque entre les XVIIe et XIXe siècles. Elle est mentionnée par l'Italien Pietro Della Valle d'après son voyage en 1625.
Notre-Dame-des-Syriens servit de cathédrale pour le diocèse syriaque d'Alep jusqu'en 1970, date à laquelle fut construite la nouvelle cathédrale Notre-Dame-de-l'Assomption en centre-ville. L'ancienne cathédrale fut renommée en église Sainte-Assia-la-Sage, la même année.
Elle mesure 32 mètres de longueur et 16 mètres de largeur.

## Dommages
L'édifice a subi deux dommages majeurs au cours de son existence: elle a été saccagée pendant le massacre d'Alep (en) en octobre 1850, et le 16 septembre 2012, lorsque les rebelles des forces d'opposition, dites armée syrienne libre, détruisent le clocher édifié en 1881, qu'ils bombardent.

## Source
- (en) Cet article est partiellement ou en totalité issu de l’article de Wikipédia en anglais intitulé « Mar Assia al-Hakim Church » (voir la liste des auteurs).